# Oblast du Centre-Tchernoziom
1928–1934
L'oblast du Centre-Tchernoziom (en russe : Центрально-Чернозёмная область, Tsentralno-Tchernoziomaïa oblast) est une oblast ou division administrative et territoriale de la République socialiste fédérative soviétique de Russie, en Union soviétique. Elle fut créée en 1928 et supprimée en 1934. Sa capitale administrative était la ville de Voronej. 

## Histoire
L'oblast du Centre-Tchernoziom fut établie le 14 mai 1928 par le Comité exécutif central panrusse. L'oblast regroupait des territoires pris à quatre anciens gouvernements, qui furent abolis à cette occasion : les gouvernements de Koursk, d'Orel, de Tambov et de Voronej. 
Le 16 juillet 1928, le Comité exécutif central panrusse promulgua un décret qui divisait l'oblast du Centre-Tchernoziom en onze districts administratifs ou okrougs :
- okroug de Belgorod (dont le siège était à Belgorod)
- okroug de Borissoglebsk (Borissoglebsk)
- okroug de Ielets (Ielets)
- okroug de Kozlov (Kozlov)
- okroug de Koursk (Koursk)
- okroug de Lgov (Lgov)
- okroug d'Orel (Orel)
- okroug d'Ostrogojsk (Ostrogojsk)
- okroug de Rossoch (Rossoch)
- okroug de Tambov (Tambov)
- okroug de Voronej (Voronej)

Les okrougs furent subdivisés en raïons.
En 1929, la ville de Voronej devint une entité administrative spéciale subordonnée à l'oblast et l'okroug de Voronej fut partagé en deux nouveaux okrougs : l'okroug de Stary Oskol (siège à Stary Oskol) et l'okroug d'Ousman (Ousman).
Le 23 juillet 1930, les okrougs furent abolis et les raïons furent directement rattachés à l'oblast, mais leur nombre fut considérablement réduit.
Le 7 avril 1932, la ville de Lipetsk devint à son tour une entité administrative spéciale.
Le 13 juin 1934, un décret du Comité exécutif central panrusse abolit l'oblast, dont le territoire fut divisé entre les nouvelles oblasts de Koursk et de Voronej.

## Sources
- (en) Cet article est partiellement ou en totalité issu de l’article de Wikipédia en anglais intitulé « Central Black Earth Oblast » (voir la liste des auteurs).